# Markaz Hihyā
Markaz Hihyā (arabiska: مركز ههيا) är en region i Egypten.   Den ligger i guvernementet ash-Sharqiyya, i den norra delen av landet, 70 km nordost om huvudstaden Kairo.